# KUSUKUSU
KUSUKUSU（くすくす）は、bayfmで放送されているラジオ番組。2006年10月1日放送開始。パーソナリティはタレントの関根麻里。

## 概要
- 毎週ゲストと共に進行するトーク番組。一応、冠番組になっているが、2013年の間は桧家住宅がスポンサーであったため、『HINOKIYA presents KUSU KUSU』と表記されていた。
- どぶろっくの『女の数だけ歌がある』が本番組内のコーナーの1つになっていたが、2013年3月に木曜日夜のミニ番組として独立、2014年4月以降は火曜日に移動して放送されている。

## 出演者
- 関根麻里（タレント、パーソナリティ）
  - 2015年10月より麻里が産休に入るにあたり、父の関根勤が代理パーソナリティを務めることになった。産休直前の9月27日には勤が、10月4日の勤担当初回には麻里がゲストとして出演した。
  - 2020年4月よりパーソナリティに復帰した。

## 放送時間
- 毎週日曜日 21:00 - 21:27